# Йон Попа (веслувальник)
Йон Попа (англ. Ion Popa, 2 лютого 1957) — австралійський академічний веслувальник.
Бронзовий призер Олімпійських Ігор 1984 року в складі вісімки, учасник 1988 року.
Переможець Ігор Співдружності 1986 року в складі вісімки.
Чемпіон світу 1986 року в складі вісімки, бронзовий призер 1983 року в складі вісімки.